# Mot Fort Humboldt
Mot Fort Humbolt (engelska: Breakheart Pass) är en amerikansk långfilm från 1975 i regi av Tom Gries, med Charles Bronson, Ben Johnson, Richard Crenna och Jill Ireland i rollerna. Manus är skrivet av Alistair MacLean, baserad på hans bok.

## Handling
Filmen handlar om en tågleverans av vapen under 1800-talets indianoroligheter i USA. Ett flertal mord sker på detta tåg där en hemlig polis (spelad av Charles Bronson) försöker lista ut vem som är mördaren.

## Rollista
| Charles Bronson  | – Deakin                 |
| Ben Johnson      | – Marshal Pearce         |
| Richard Crenna   | – Gov. Richard Fairchild |
| Jill Ireland     | – Marica                 |
| Charles Durning  | – O'Brien                |
| Ed Lauter        | – Maj. Claremont         |
| Bill McKinney    | – Rev. Peabody           |
| David Huddleston | – Dr. Molyneux           |
| Roy Jenson       | – Chris Banion           |
| Rayford Barnes   | – Sgt. Bellew            |
| Scott Newman     | – Rafferty               |
| Robert Tessier   | – Levi Calhoun           |
| Joe Kapp         | – Henry                  |
| Archie Moore     | – Carlos                 |
| Sally Kirkland   | – Jane-Marie             |